# Ellinger Tor

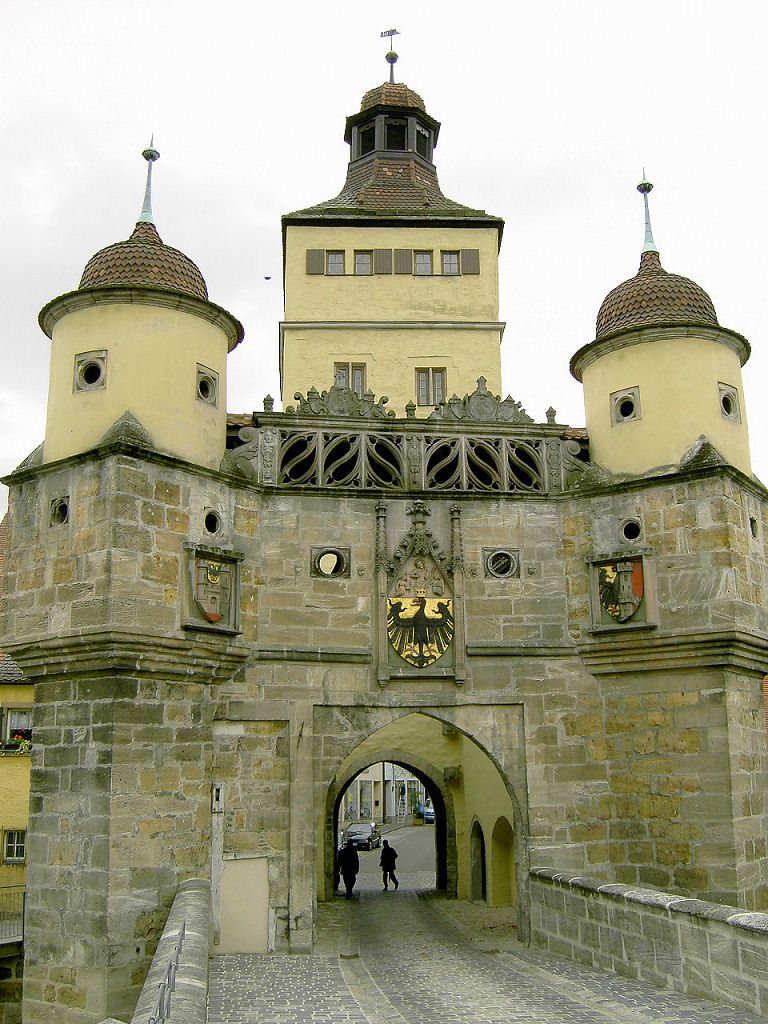
Ellinger Tor, 2004

Das Ellinger Tor ist das bekannteste mittelalterliche Stadttor der Stadtbefestigung von Weißenburg in Bayern und gilt als Wahrzeichen der Stadt. Das Bauwerk ist in der Bayerischen Denkmalliste unter der Denkmalnummer D-5-77-177-136 eingetragen. Von den Toren der Reichsstadt Weißenburg ist neben dem Ellinger Tor lediglich das Spitaltor, der heutige Kirchturm der heutigen Spitalkirche, vorhanden.

## Geographische Lage
Das Ellinger Tor bildet den nördlichsten Teil der Weißenburger Altstadt am Kreuzungspunkt der Straßen Ellinger Straße, Froschgasse und Auf der Kapelle. Das Tor mit der postalischen Adresse Ellinger Straße 12 befindet sich auf einer Höhe von 420 Metern über NHN.
Das Ellinger Tor bildete den Stadtzugang nach Nürnberg.

## Geschichte und Baubeschreibung
Der fünfgeschossige Hauptturm stammt aus dem 14. Jahrhundert und wurde um 1510 um das Vorwerk und zwei kleinere Türme mit geschwungenen Kuppelhauben erweitert. Das oberste Geschoss wurde 1662 aufgesetzt, als die Beschädigungen aus der Zeit des Dreißigjährigen Krieges beseitigt wurden.
Die Turmanlage wird von drei Wappen geziert: Am rechten Turm ist das erste reichsstädtische Wappen von 1241 zu sehen, der linke zeigt das heute noch gültige Stadtwappen von 1481, und in der Mitte ist das Reichswappen sichtbar. War noch bis vor sechzig Jahren der Stadtgraben zugeschüttet, so wird er jetzt wie einst von einer Steinbrücke überquert.
Der Turm beherbergt seit 1977 die Historische Ratsbibliothek der Stadt Weißenburg. Das fünfgeschossige Gebäude wird von einem Kuppelhelm gekrönt.
Das Ellinger Tor zierte die 80-Pfennig-Briefmarken der Serie Deutsche Bauwerke aus zwölf Jahrhunderten der Deutschen Bundespost im Jahr 1964 und 1967.

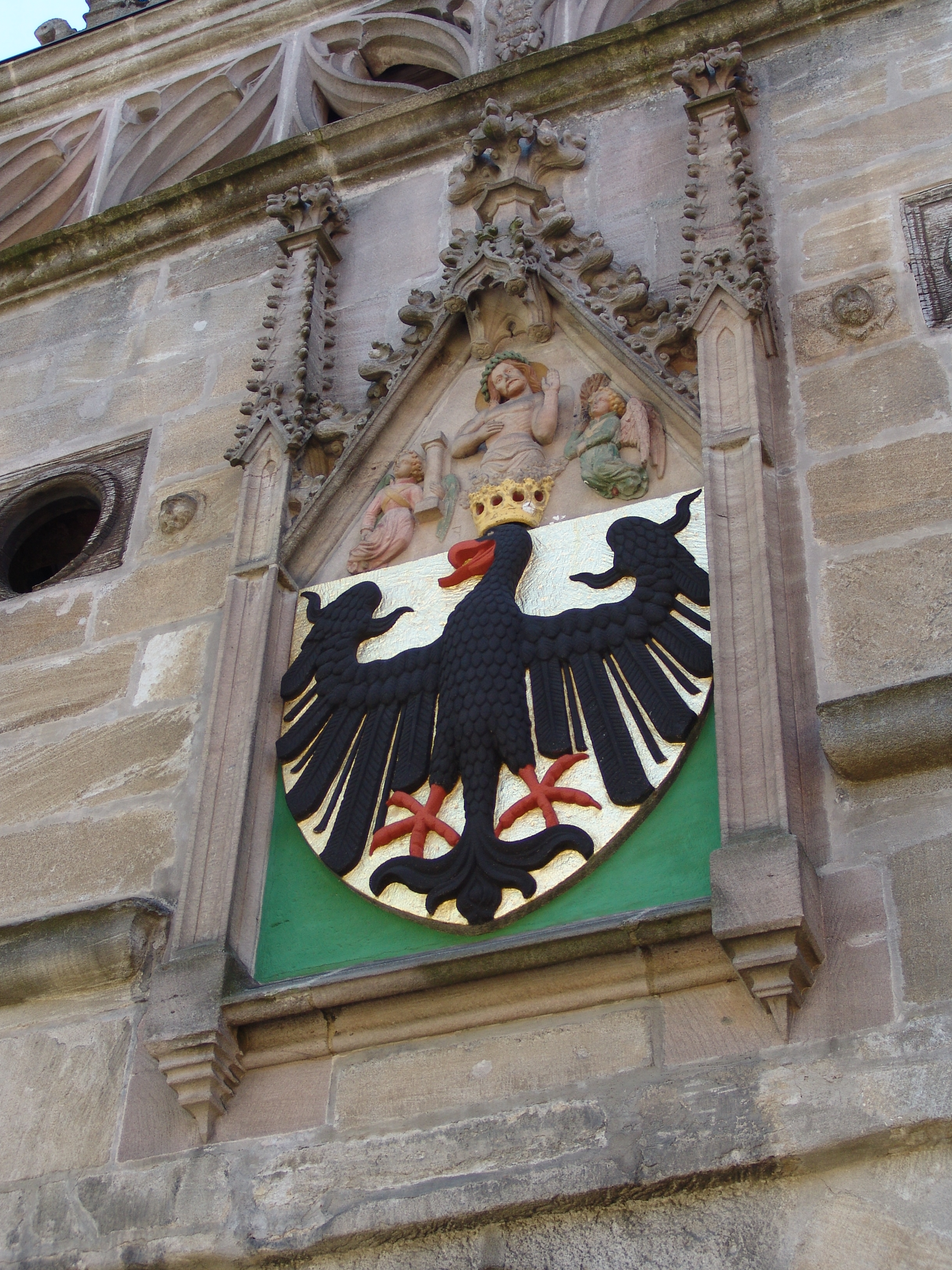
Ellinger Tor, Reichswappen
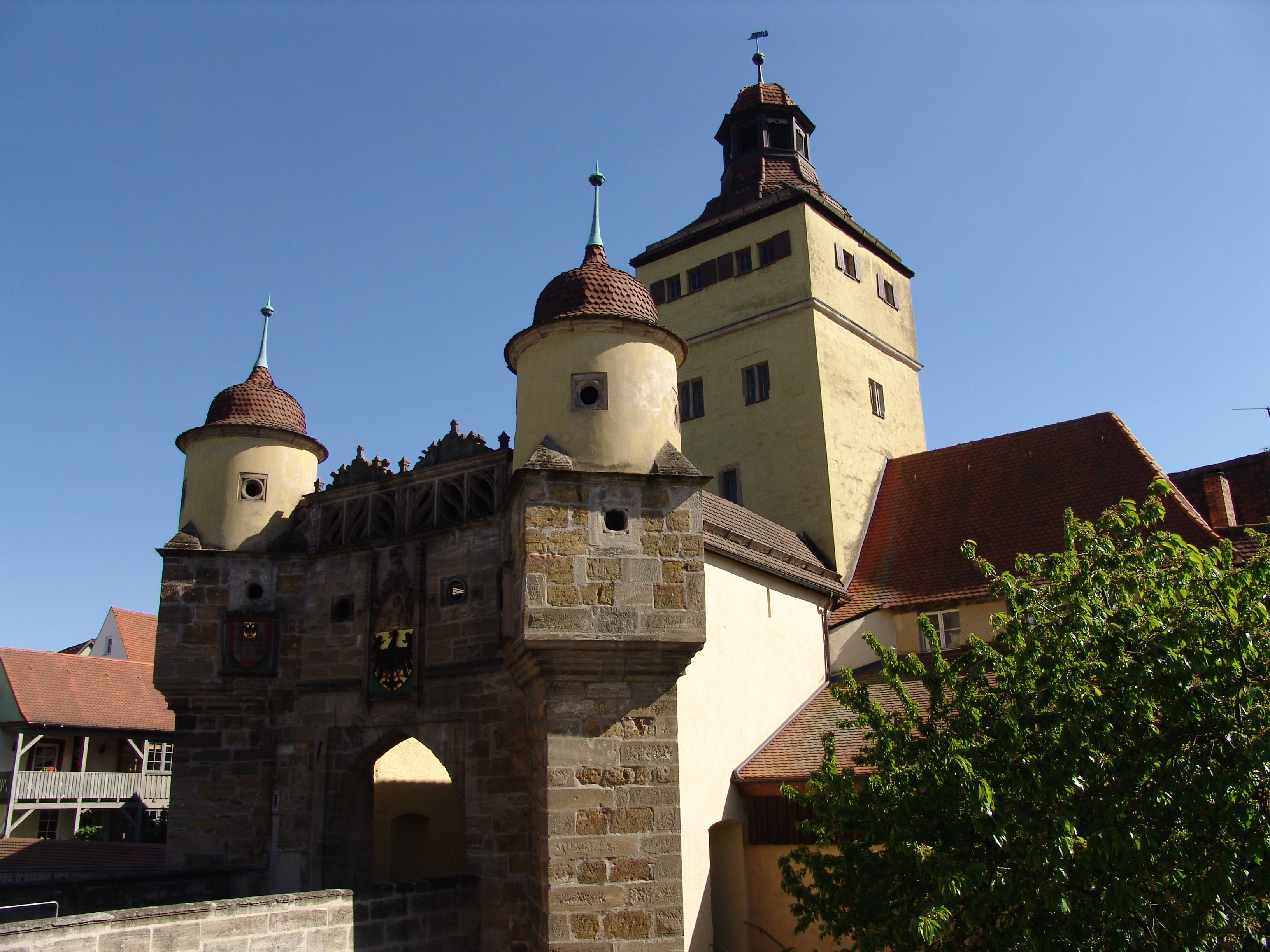
Ellinger Tor
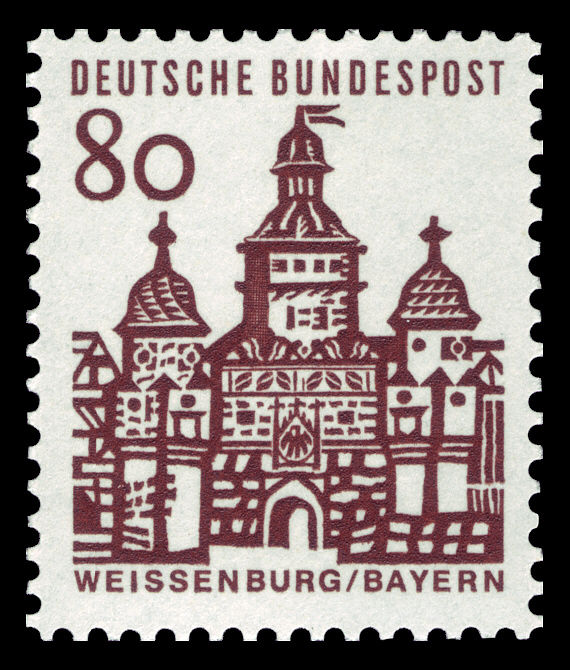
Briefmarke der Deutschen Bundespost (1964)
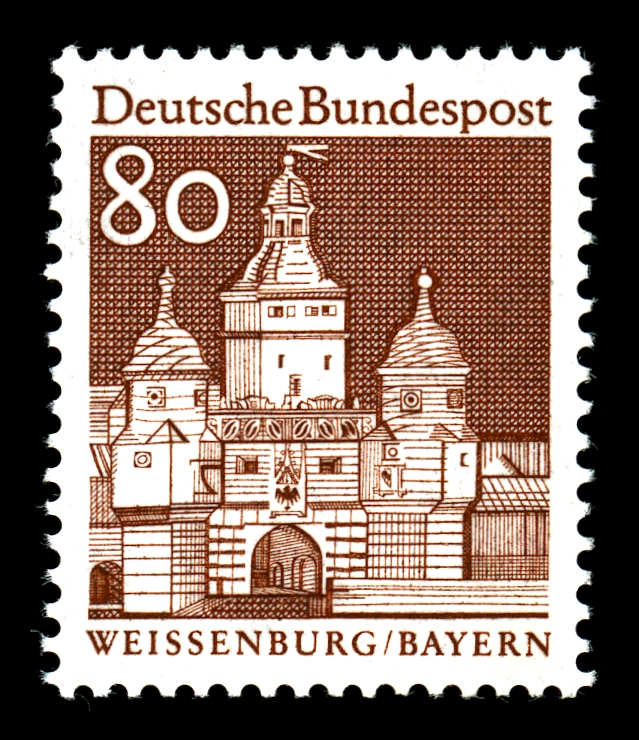
Briefmarke der Deutschen Bundespost (1967)
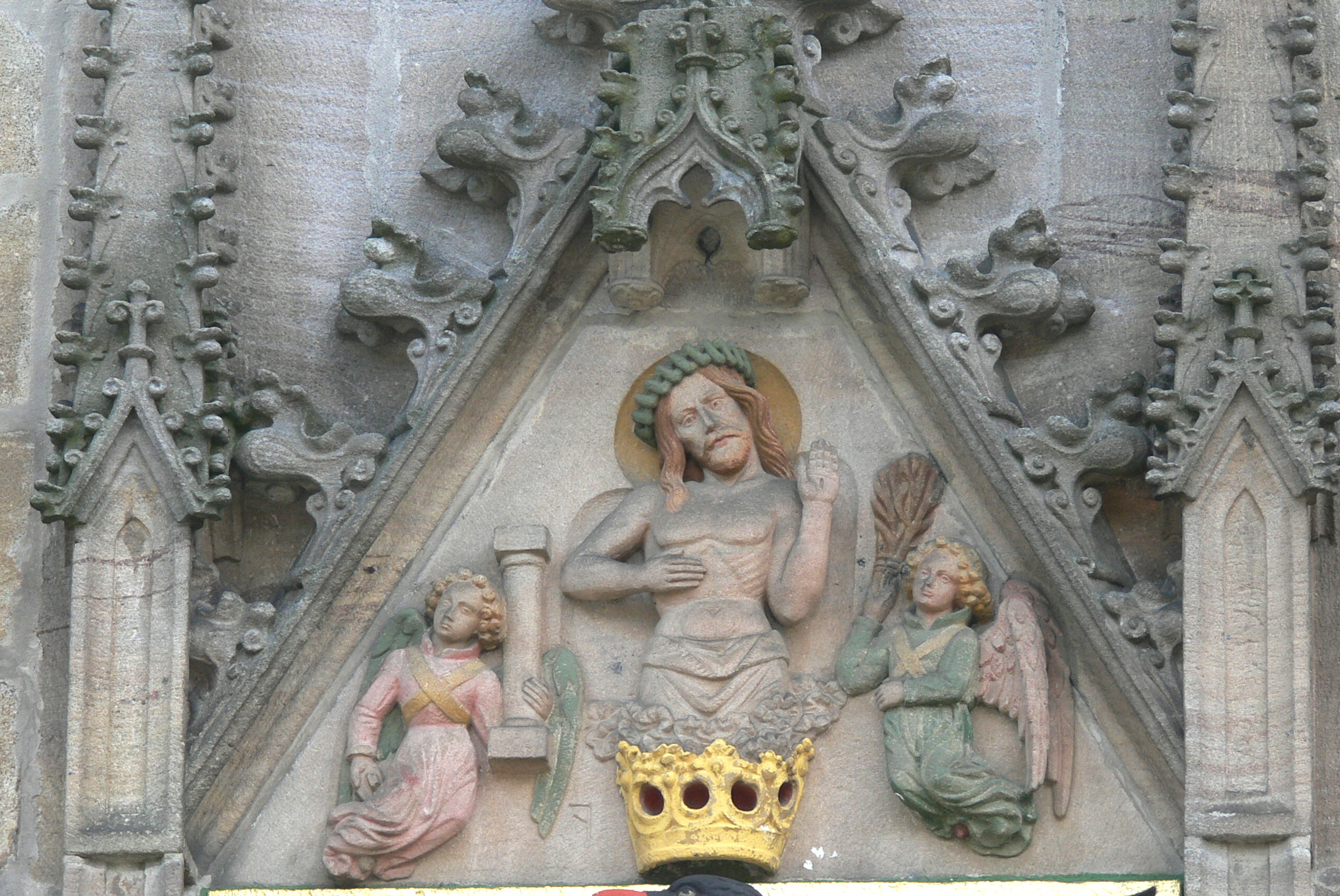
Schmerzensmänner des Ellinger Tors
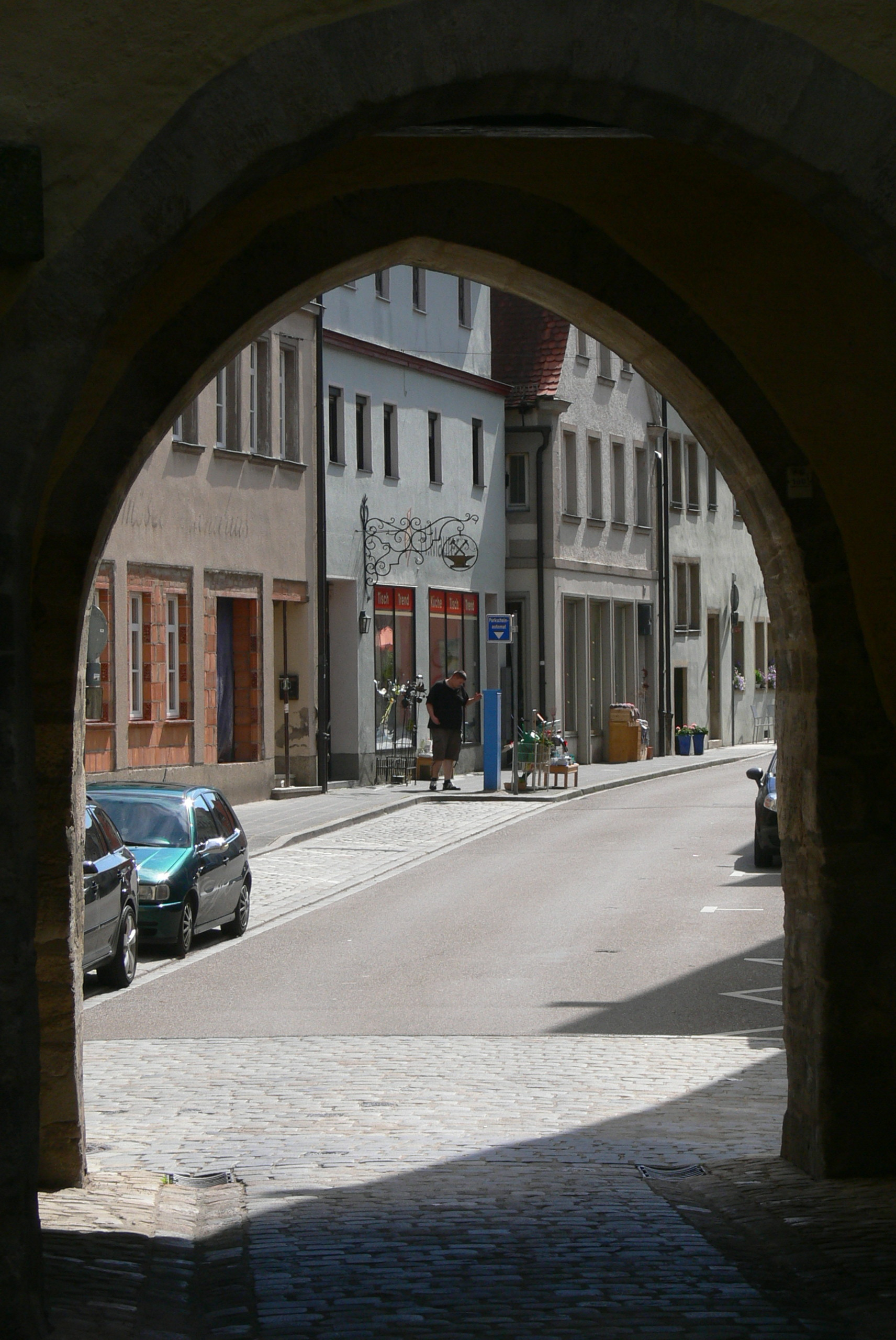
Blick durch den Torbogen
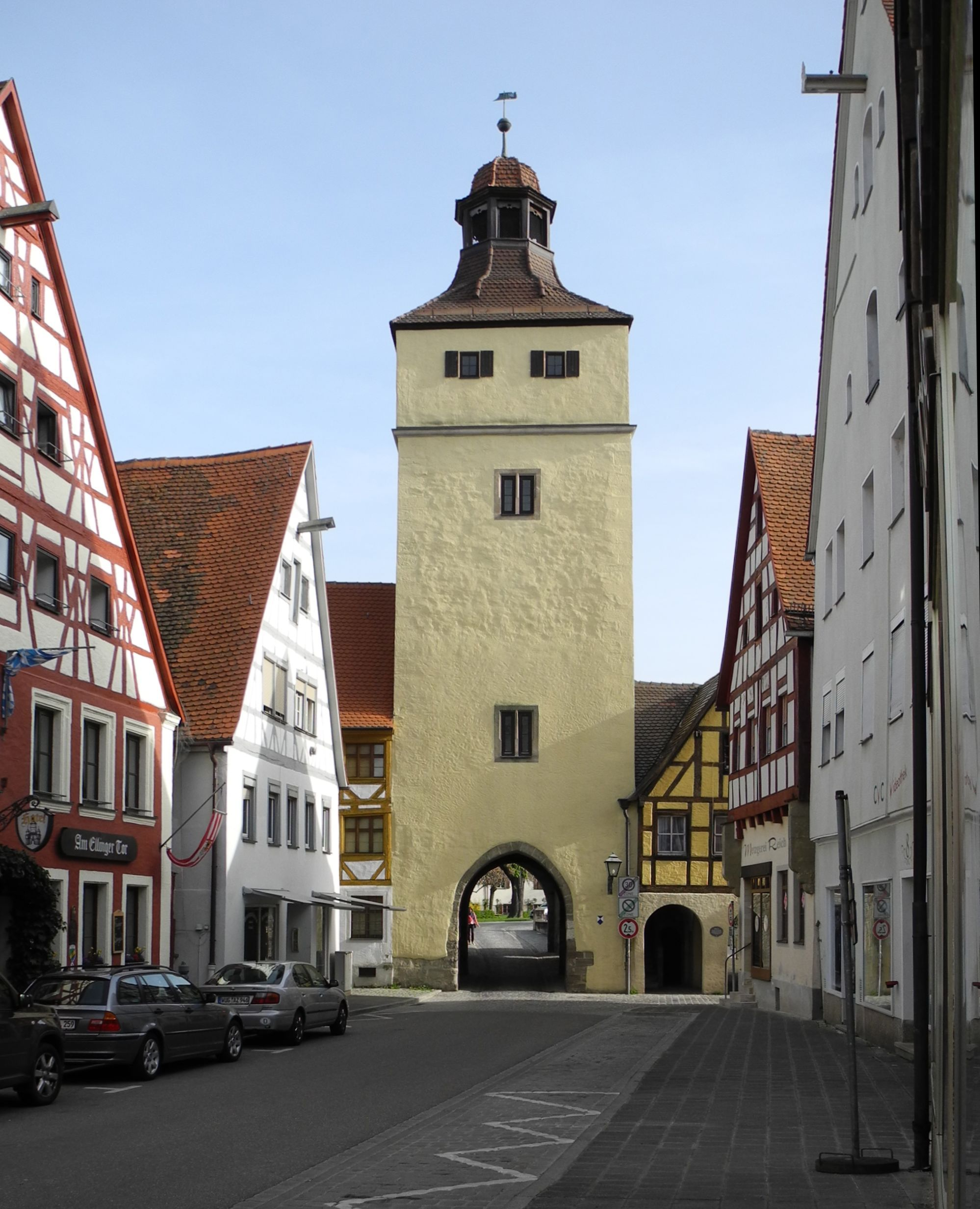
Das Ellinger Tor von der Rosenstraße aus gesehen